# ناهويل فيراريسي
ناهويل فيراريسي (بالإسبانية: Nahuel Ferraresi)‏ (19 نوفمبر 1998 بسان كريستوبال في فنزويلا - ) هو لاعب كرة قدم فنزويلي في مركز الدفاع.

## روابط خارجية
- ناهويل فيراريسي على موقع قاعدة بيانات كرة القدم.إي يو (الإنجليزية)
- ناهويل فيراريسي على موقع ليكيب (الفرنسية)
- ناهويل فيراريسي على موقع ناشيونال فوتبول تيمز (الإنجليزية)
- ناهويل فيراريسي على موقع Soccerway.com (الإنجليزية)